# لیزیماکیای سکه‌ای
لیزوماکیای سکه‌ای (نام علمی: Lysimachia nummularia) نام یک گونه از تیره پامچالیان است.
الگو:سرده گیاه
(نام علمی: Lysimachia)
الگو:طبقه آرایه‌شناختی
الگو:بالاترین آرایه
الگو:تصویر
لیزوماکیا (نام علمی: Lysimachia) سرده‌ای از گیاهان گلدار است که عمدتاً در خانواده پامچالیان (Primulaceae) طبقه‌بندی می‌شود. این سرده شامل حدود ۱۵۰ تا ۲۰۰ گونه گیاه علفی، چندساله، همیشه سبز یا درختچه‌ای است که بومی مناطق معتدل و نیمه‌گرمسیری در سراسر جهان هستند، به ویژه در نیمکره شمالی.

## نام‌گذاری
نام علمی Lysimachia از نام Lysimachus گرفته شده است. نام‌های رایج فارسی برای برخی از گونه‌های این سرده، به‌خصوص انواع پوششی، شامل «چمن طلایی» و «چمن آمریکایی» است.

## ویژگی‌ها
گونه‌های لیزوماکیا از نظر ظاهری بسیار متنوع هستند. بسیاری از آن‌ها گیاهانی رونده و پوششی هستند که ارتفاع کمی دارند (معمولاً ۵ تا ۱۰ سانتی‌متر)، اما برخی دیگر می‌توانند به صورت بوته‌ای یا ایستاده رشد کرده و به ارتفاع قابل توجهی (تا ۱.۲ متر در برخی گونه‌ها) برسند. برگ‌ها معمولاً ساده هستند و ممکن است به صورت متقابل، فراهم یا چرخه‌ای قرار گرفته باشند. گل‌ها معمولاً به رنگ زرد هستند، اما در برخی گونه‌ها ممکن است سفید، صورتی یا حتی آبی باشند. گلدهی معمولاً در فصل تابستان رخ می‌دهد. ساقه بسیاری از گونه‌های رونده در محل تماس با خاک ریشه می‌دهد که به گسترش سریع آن‌ها کمک می‌کند.

## پراکنش و زیستگاه
سرده لیزوماکیا دارای پراکنش گسترده‌ای در اروپا، آسیا (غرب آسیا، آسیای مرکزی، چین)، آمریکای شمالی و استرالیا است. این گیاهان اغلب در زیستگاه‌های مرطوب مانند کنار رودخانهها، مرداب‌ها، جنگل‌های مرطوب و چمن‌زارها یافت می‌شوند. آن‌ها معمولاً خاک‌های غنی از مواد آلی، مرطوب و با زهکشی مناسب را ترجیح می‌دهند.

## کشت و نگهداری
گونه‌های پوششی لیزوماکیا به دلیل رشد سریع و توانایی پوشاندن سطوح، گیاهان زینتی محبوبی در فضای سبز، باغ‌ها، پارک‌ها و برای پوشش شیب‌ها هستند. آن‌ها به نور کامل خورشید یا نیم‌سایه نیاز دارند؛ میزان نور می‌تواند بر رنگ برگ‌ها تأثیر بگذارد. آبیاری منظم، به خصوص در فصول گرم و خشک، برای حفظ شادابی گیاه ضروری است. خاک باید همواره مرطوب نگه داشته شود اما غرقابی نشود تا از پوسیدگی ریشه جلوگیری شود. تکثیر این گیاهان معمولاً به سادگی از طریق قلمه ساقه در فصل بهار انجام می‌شود.

## کاربردها (سنتی و نوین)
علاوه بر استفاده زینتی، برخی گونه‌های لیزوماکیا در طب سنتی مناطق مختلف دارای کاربرد بوده‌اند. از جمله مصارف سنتی می‌توان به استفاده به عنوان ضدعفونی کننده برای شستشوی زخم‌ها یا غرغره کردن برای گلودرد، و همچنین در درمان برخی بیماری‌ها مانند تب، اسهال (به ویژه در نوزادان)، مشکلات کبدی و بیماری‌های چشمی اشاره کرد. تحقیقات نوین نیز بر روی ترکیبات شیمیایی این گیاهان مانند فلاونوئیدها، ساپونین‌ها و فنولیک اسیدها و بررسی خواص دارویی آن‌ها از جمله فعالیت‌های ضدالتهابی، مسکن و پتانسیل درمانی در برخی بیماری‌ها مانند سندرم متابولیک (مانند مطالعه بر روی گونه Lysimachia candida) تمرکز دارند.

## گونه‌ها
سرده Lysimachia تنوع گونه‌ای بالایی دارد. برخی از گونه‌های شناخته شده شامل: * Lysimachia nummularia (با نام رایج False Loosestrife یا Creeping Jenny) * Lysimachia vulgaris (با نام رایج Garden Yellow Loosestrife) * Lysimachia arvensis (با نام رایج Scarlet Pimpernel، که گاهی در سرده Anagallis قرار می‌گرفت) * Lysimachia candida * Lysimachia septemfida (گونه‌ای که اخیراً توصیف شده است) * Lysimachia cavicola (گونه‌ای که اخیراً توصیف شده است) ```

## آفات و بیماری‌ها
لیزوماکیا معمولاً گیاهی مقاوم است، اما ممکن است تحت تأثیر شتهها قرار گیرد. بیماری‌های قارچی نیز می‌توانند در شرایط نامساعد، به‌خصوص رطوبت بیش از حد، مشکل‌ساز شوند.

## تحقیقات
تحقیقات علمی بر روی لیزوماکیا شامل مطالعه بر روی تنوع ژنتیکی و ریخت‌شناسی گونه‌ها، بررسی ترکیبات شیمیایی و خواص دارویی آن‌ها، و همچنین تحقیقات بوم‌شناختی در مورد پراکنش و تعاملات آن‌ها با محیط زیست و گرده‌افشان‌ها است.

## نگارخانه

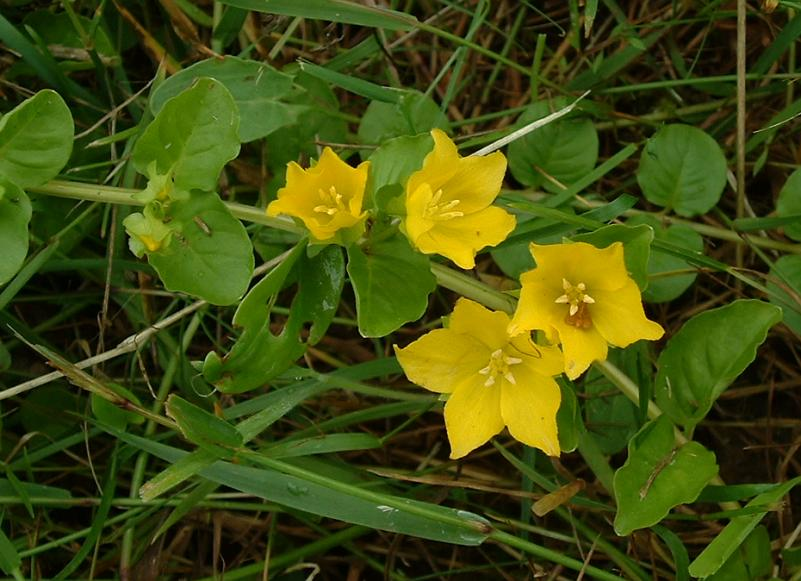
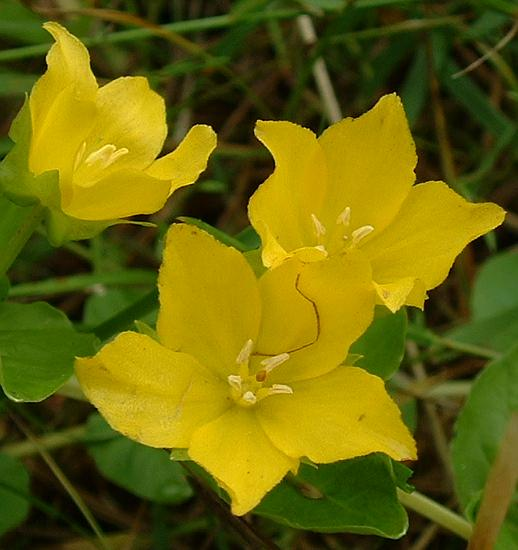